# Paphiopedilum canhii
Paphiopedilum canhii är en orkidéart som beskrevs av Leonid Vladimirovitj Averjanov och Olaf Gruss. Paphiopedilum canhii ingår i släktet Paphiopedilum och familjen orkidéer. Inga underarter finns listade i Catalogue of Life.